# Pluchea succulenta
Pluchea succulenta là một loài thực vật có hoa trong họ Cúc. Loài này được Mesfin miêu tả khoa học đầu tiên năm 1995.